# Leaena antarctica
Leaena antarctica är en ringmaskart som beskrevs av McIntosh 1885. Leaena antarctica ingår i släktet Leaena och familjen Terebellidae. Inga underarter finns listade i Catalogue of Life.